# Hévíz-Balaton Airport

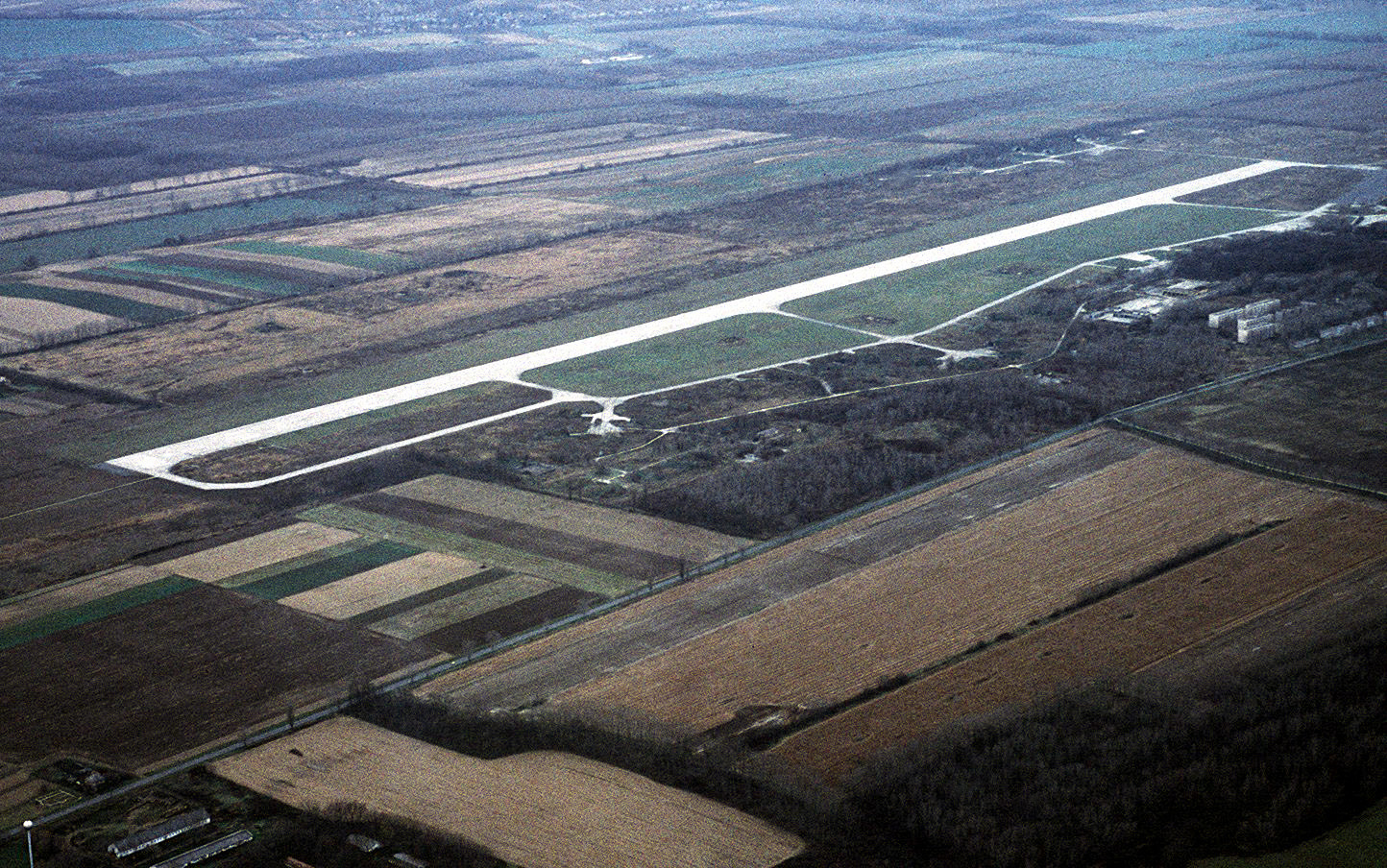
De startbaan vanuit de lucht

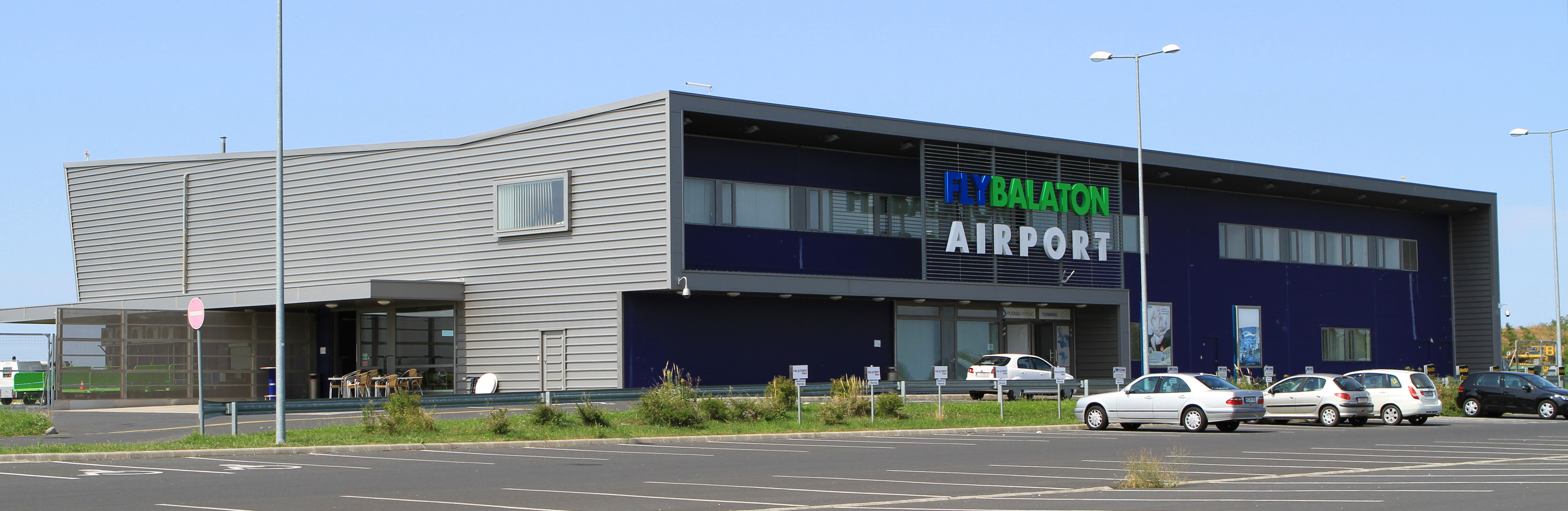
Terminal van Hévíz-Balaton Airport

Hévíz-Balaton Airport (IATA: SOB, ICAO: LHSM), eerder bekend onder de namen FlyBalaton en Sármellék International Airport (Hongaars: Sármellék Nemzetközi Repülőtér), is een internationale luchthaven in Hongarije gelegen ten westen van het Balatonmeer, 1 kilometer ten zuidwesten van het dorp Sármellék. Het is belangrijk voor het toerisme richting het Balatonmeer, het belangrijkste toeristische gebied van Hongarije, en het kuuroord Hévíz.

## Geschiedenis
De geschiedenis van de luchthaven begint in de jaren veertig toen hier een tijdelijk militair vliegveld in gebruik werd genomen. In 1950 werd een verharde start- en landingsbaan van 2000 meter lengte in gebruik genomen. In 1965 werd de baan verlengd tot 2500 meter. In 1990 verliet de Sovjet-luchtmacht het vliegveld en in 1991 begon de ingebruikname als burgerluchthaven.
In 2004 werd als onderdeel van een investeringsprogramma voor regionale vliegvelden een 24 uurs bemanning van de verkeerstoren een feit. In 2006 werd de huidige terminal geopend voor de reizigers en in 2007 volgde een cargoterminal van DHL. Deze werd echter snel weer gesloten. In 2009 ging de toenmalige exploitant van de luchthaven failliet. De gemeente Hévíz nam alle aandelen van het vliegveld over en in 2011 kon de luchthaven weer heropend worden.

## Vluchten
In het zomerseizoen van 2023 voert SundAir vluchten uit vanaf de luchthavens van Dresden en Erfurt in Duitsland naar Hévíz-Balaton Airport. 
De Oost-Duitse steden kennen een lange traditie van vakanties naar het Hongaarse Balatonmeer.